# Ляйтнер, Мориц
Мо́риц Ля́йтнер (нем. Moritz Leitner; 8 декабря 1992, Мюнхен, Германия) — немецкий футболист, полузащитник.

## Карьера
Ляйтнер дебютировал за клуб «Мюнхен 1860» 14 августа 2010 года, когда вышел на замену в матче Кубка Германии против команды «Верль».
В январе 2011 года он перешёл в дортмундскую «Боруссию», с которой подписал контракт до 2015 года, и сразу был отдан в аренду в «Аугсбург» до конца сезона 2010/11.
14 июня 2013 года Ляйтнер продлил контракт с «Боруссией» до 2017 года и был отдан в аренду «Штутгарт» на два года.
В августе 2016 Ляйтнер перешёл в римский «Лацио». В январе 2017 года Мориц заключил контракт с «Аугсбургом» на 4,5 года. Через год на правах аренды перешел в «Норвич».
7 августа 2021 года Ляйтнер подписал однолетний контракт с швейцарским клубом «Цюрих».

## Достижения

### «Боруссия» (Дортмунд)
- Чемпион Германии: 2011/12
- Обладатель Кубка Германии: 2011/12
- Финалист Лиги чемпионов УЕФА: 2012/13

### «Норвич Сити»
- Чемпион Чемпионшипа: 2018/19, 2020/21[11][12]